# Museo civico di Mazara del Vallo
Il Museo civico di Mazara del Vallo è un museo che si trova all'interno del Collegio dei Gesuiti della città di Mazara del Vallo.
Il museo raccoglie reperti che vanno dall'età del rame al periodo tardo bizantino e possiede anche una vasta collezione di quadri.
All'interno del museo c'è anche una sala dedicata a Pietro Consagra, uno dei più prestigiosi esponenti dell'astrattismo internazionale nato proprio a Mazara del Vallo, nella quale si possono ammirare acqueforti, acquetinte, rilievi ed esempi in piccolo delle sue opere più importanti sculture.